# 발트 신화의 인물 목록
리투아니아 신들의 목록은 작성된 소스와 후기를 기반으로 재구성했다. 리투아니아는 1387년에 기독교로 개종했지만 리투아니아 신화의 요소는 19세기까지 살아남았다. 외국인과 기독교인이 저술한 가장 오래된 텍스트는 리투아니아의 신들에 대해서만 간략하게 언급하고 있다. 16세기 초 이교도 종교는 학자들로부터 더 많은 주목을 받았지만 종종 그들은 혼란스럽고 모순적이었으며 다양한 종교적 의제에 의해 크게 영향을 받았다. 민간의 수집과 녹음은 19세기에 시작되었다. 이미 이 무렵에는 이교 신화가 파편화되어 기독교 전통과 섞여있었다. 옛 신의 숭배는 민간과 (개인 이야기, 신화, 노래 등)으로 변형되었다.) 관련 의식 없이. 정보를 얻는데는 어려움이 있기 때문에 리투아니아 신화에 대한 자세한 목록은 없다. 다른 저자들은 리투아니아 신화에 대한 토론을 통해 재구성을 했다

## 민속 신화와 전설에서의 이름

### 신
- 가비야 (Gabija) - 신성한 불을 지키는 여신. 디에바스의 딸.
- 달리아 (Dalia) - 운명과 방직의 여신
- 디에바스 (Dievas) - 리투아니아 신화의 최고신. 하늘(하나님)을 상징한다. 안다유스 (andajus), 노나디에비스 (Nonadievis), 아우크슈테야 (Aukštėja), 프라코리마스 (Prakorimas), 프라암지우스 (Praamžius) 등 여러 이름을 가지고 있다.
- 디에바스 세넬리스 (Dievas Senelis) - 인간들의 선생. 인간들의 도덕성을 판단한다. 늙은 거렁뱅이 여행자의 모습을 하고 있다. 마술과 의학에도 능하다. 디에바스의 별명이기도 하다.
- 디에베스 발디토요스 (Deivės Valdytojos) - 인간의 인생으로 천을 만드는 일곱 여신 자매. 이들은 그리스 신화의 운명의 여신과 북유럽 신화의 노르와 비슷하다. 디에베스 발디토요스는 달리아, 라이마와 연관되어 있다.
  - 베르펜초유 (Verpiančioji) - 누군가의 인생의 실을 뽑아낸다.
  - 메탄초유 (Metančioji) - 인생의 바퀴 (물레)에 실을 건다.
  - 아우데야 (Audėja) - 인생의 천을 짜는 사람.
  - 가딘또야 (Gadintoja) - 인생의 실을 망가뜨린다.
  - 세르게또야 (Sergėtoja) - 가딘또야를 야단치며 사람들 사이에 싸움을 부추긴다.
  - 누키르페야 (Nukirpėja) - 인생의 천을 자른다.
  - 이슈칼베야 (Išskalbėja) - 인생의 천을 세탁한다.
- 라이마스 (Laimas)
  - 라이마, 라이메 (Laima, Laimė) - 라트비아 신화의 운명과 임산과 출산의 여신. 행운과 관계있다.
  - 데크라 (Dēkla) - 라트비아 신화의 운명의 여신. 어린이의 삶을 담당한다.
  - 카르타 (Kārta) - 라트비아 신화의 운명의 여신. 성인의 삶을 담당한다.
- 라이마, 라이메 (Laima, Laimė) - 리투아니아 신화의 운명과 임산과 출산의 여신.
- 마라 (라트비아어: Маrа, 리투아니아어: Māra) - 라트비아 신화의 최고신인 대지모신.
- 메누오, 메눌리스 (Múnuo, Mėnulis) - 달(Dievas), 디에바스의 아들.
- 메데이나 (Medeina, Medeinė, ŽVORŪNĖ) - 리투아니아 신화의 숲의 여신으로 예전에는 사냥, 임업의 여신이었다. 종종 즈보루네 (ŽVORŪNĖ)와 동일시 된다. 즈보루네는 16세기 마녀와 연관이 있다.
- 바카리네 (Vakarinė) - 저녁 별의 여신
- 베제레아 (Bezelea) - 리투아니아 신화의 저녁의 여신.
- 베르페야 (Verpėja) - 리투아니아 신화의 삶의 실을 엮어주는 여신.
- 베요파티스 (Vějopatis), 베야스 (Vėjas) - 리투아니아 신화에서 오래된 신 중 하나로 바람의 신이다. 신들의 정원인 다우소스 (단구스)의 주인이다.
- 벨니아스 (Velnias) - 페르쿠나스, 파트림파스와 같이 언급되는 리투아니아 신화의 세 명의 주신 중 한 명으로 파툴라스와 동일시 된다.
- 벨리오나 (Veliuona) - 리투아니아 신화의 죽음, 내세 및 영원의 여신.
- 브렉슈타[1] (Brėkšta) - 리투아니아 신화의 황혼의 여신
- 샤울레 (Saulė) - 태양의 여신. (힌두교의 수리야).
- 아우슈리네,아우슈라 (Aušrinė, Aušra) - 아침 별, 여명(새벽, 아침)의 여신. 디에바스의 딸
- 아우세클리스 (Auseklis) - 라트비아 신화의 새벽별과 여명(새벽, 아침)의 남신. 리투아니아 신화의 아우슈리네. 사울레의 딸에게 구혼 한다.
- 아슈비에니아이 (Ašvieniai) - 태양의 전차를 타고 달리는 쌍둥이신. (힌두교의 쌍둥이신 아쉬빈, 그리스 신화의 디오스쿠로이 형제)
- 즈베이즈디스 Žvaigždės (단수: žvaigždė) - 별. 샤울레 (태양)은 그들의 어머니이고, 때로는 달과 함께 아버지로 정의될 때도 있다. 가장 중요한 별 중 하나는 아우슈리네이다. 다른 별, 아우슈리네의 자매보다는 중요도가 덜하나 때때로 신화에 등장할 때가 있다. 주목할 이들은 바카리네, 또는 바카레 (Vakarė, 금성, 샤울레의 침대를 만듦.), 인드라야 (Indraja, 목성), 셀리야(Sėlija, 목성), 지에즈레 (Žiezdrė, 화성), 그리고 바이보라 (Vaivora, 수성).
- 제거티 (Gegute, Gegutė) - 리투아니아 신화의 시간의 여신.
- 제미나 (Žemyna) - 리투아니아 신화의 대지(지구)의 여신. 어머니 신으로 간주된다. 페르쿠나스 또는 프라암지우스(디에바스)와 결혼했다. (페르시아 신화의 자민)
- 키슈키유 디에바스 (Kiškių dievas) - 13세기에 만들어진 토끼신. 기록자에 의해 만들어져 민간에 전파되었을 수도 있다. 그러나 토끼 관련 신앙과 관습은 지금도 민속 문화로 남아있다.
- 크루오니스 (Kruonis) - 리투아니아 신화의 시간의 여신.
- 텔리아벨리스 (Teliavelis) - 리투아니아 신화의 대장장이 신.
- 파툴라스, 페클로스 (Patulas, Peckols) - 옛 프로이센 지역에서 숭배하던 지하 세계와 죽은 사람들을 담당하는 저승의 신. 지하, 어둠, 분노, 실패를 담당한다. 페르쿠나스, 파트림파스와 같이 언급되는 발트 신화의 세 명의 주신 중 한 명 벨니아스와 동일시 된다. 프로이센 신화와 리투아니아 신화에서 교차되는 신이다. (그리스 신화의 플루토)
- 파트림파스, 포트림포 (Patrimpas, Potrimpo) - 옛 프로이센 지역에서 숭배하던 프로이센 강과 바다, 곡물, 다산, 전쟁에서의 성공과 관련된 행운을 담당하는 신으로 봄과 연관이 있는 것으로 간주되고 있다. 페르쿠나스, 파툴라스 또는 벨니아스와 같이 언급되는 리투아니아 신화의 세 명의 주신 중 한 명이다. 프로이센 신화와 리투아니아 신화에서 교차되는 신이다.
- 페르쿠나스 (Perkūnas) - 천둥과 비의 신, 주요 신들에 속한다. 파트림파스, 파툴라스 또는 벨니아스와 같이 언급되는 리투아니아 신화의 세 명의 주신 중 한 명이다. (힌두교의 빠르잔니야/인드라)
- 프라암지우스 (Praamžius)[2]
  - Praamžius, Pramšans, Pramžimas, Praamžimas, Dievas - 디에바스의 별명. 후대의 문학 창작에서 많이 쓰이는 원천이 되는 신.
  - 모든 생명의 운명, 세계 및 다른 신을 결정하는 리투아니아 신화 최고 신. 그는 또한 어머니 여신 라다 (Lada)의 남편이다.
- 프라코리마스 (Prakorimas) - 프라암지스와 비슷한 리투아니아 신화의 최고 신 중 한 명. 프라암지스와 비슷하나 정확한 역할이 무엇인지는 알려져있지 않다.

### 영웅
- 파야우타 (Pajauta) - 케르나베 (Kernavė)의 전설적인 공주
- 유라테와 카스티티스 (Jūratė and Kastytis)- 리투아니아 신화 전설의 영웅이며, 이후 리투아니아의 시인 마이로니스(Maironis)의 현대적인 시적 해석으로 인해 대중적인 인기를 얻었다. 앰버 궁전의 여왕 유라테는 이 전설에서 바다의 여신의 징표로 간주되는 경우도 있다.

### 하위 신
- 에제리니스 (Ežerinis) - 호수의 신
- 우피니스 (Upinis) - 강의 신
- 아우슈타라스 또는 아우슈트라 Auštaras (Auštra) - 낙원의 문에 서서 낙원에 가는 사람들에게 길을 밝혀주는 북동풍의 신. 경계를 비추는 그의 역할은 아우슈리네와 비슷하다. 어떤 이들은 그를 아우슈리네와 사촌이라고 생각한다.
- 반그푸티스 (Bangpūtys) - 바다와 폭풍의 신. 로마의 신 야누스와 같은 양면성을 지녔다.
- 야비네 (Javinė) - 헛간에서 곡물을 보호하는 가정의 신.
- 지에바라스 (Jievaras) - 곡물을 보호하는 가정의 신. 지에바스에게 호밀을 수확한 뒤 희생물을 바친다. 곡물을 자르는 동안, 여성들은 몇 가닥의 곡물을 자르지 않은 채로 남겨두었다 나중에 엮어서 만든다. 그들은 또한 떡갈 나무 아래에 빵과 소금을 남기고 다음과 같이 말한다 : Davei manei, Žemele, duodame ir tau ([당신]이 우리에게 주신 어머니 지구, 우리도 당신들에게 주고 싶습니다.), 그 땅이 결실을 맺을 수 있도록.
- 쿠폴리, 쿠폴레 (Kupolė) - 봄의 식물과 꽃의 신. 쿠폴리의 축제는 성 요한의 축제와 관련이 있다. 축제에서 여성들은 신성한 약초를 골라 춤을 추며 노래를 부른다. 쿠폴리의 축제는 라소스라고도 한다. 이것을 라트비아 신화 신화에서 지에두 마테, 폴란드 신화에서 쿠팔라 (Kupala), 러시아 신화에서 이반 쿠팔라와 비슷하다.
- 라우큐 드바시오스 (Laukų dvasios)(들판의 요정) - 들판을 뛰어 다니고있는 요정들. 들판에서 농작물이 바람에 흔들 때 사람들은 요정들의 행동으로 보았다. Laukų dvasios Nuogalis, Kiškis (토끼), Meška (곰), Lapė (여우), Katinas (바람둥이), Bubis, Bubas, Bubė, Baubas , Babaužis, Bobas, Maumas (bugaboo), Raudongalvis (빨강 머리), Raudongerklis (적목 현상), Žaliaakis (녹색 눈), Paplėštakis, Guda, Dizikas, Smauglys (보아), Ruginis (호밀의 요정), Papiokė, Pypalas, Žebris, Arklys (말), Vilkas (늑대).

### 정령, 요정
- Nykštukas - 놈 (요정)
- 라우마, 라우메 (Lauma, Laumės) - 리투아니아 신화의 숲의 요정, 남성형은 라우메스 (Laumės)
- 커우가스 (Kaukas) - 레프러칸과 유사한 영혼.
- 베레스 (Vėlės) - 죽은 인간의 영혼.

### 악마
- 길티네 (Giltinė) - 죽음의 여신 또는 사신. 다른 이름은 카우리니치아 (Kaulinyčia), 마라 (Maras: 전염병 또는 흑사병) 마로 메르고스 (Maro mergos), 콜레라, 파비에레 (Pavietrė), 카피뉴 즈모구스 (Kapinių žmogus)가 있다.[3] 길티네는 신화에 따라 라이마의 동생으로 나올 때도 있다.
- 아이트바라스 (Aitvaras) - 행운과 불행을 동시에 가져 오는 가정의 요정.
- 바우바스 (Baubas) - 주름진 손가락과 빨간 눈, 길고 가늘고 긴 팔을 가진 사악한 요정. 바우바스는 사람들을 괴롭히고 머리카락을 찢거나 질식시킨다. 아이들에게 바우바스는 영어권 국가의 보기맨과 비슷한 존재다. 아이가 나쁜짓을 하면 부모님은 "나쁜 어린이는 바우바스가 와서 잡아갈거야."라고 말하기도 한다. 때로 바우바스는 카펫아래 또는 집의 어두운 곳에서 사는 검은색의 어두운 생물로 묘사되기도 한다.
- 라가나 (Ragana) - 라가나의 다수는 자연의 힘을 통제하려는 사악한 마음과 힘을 가지고 있다. 나이먹은 모습의 여인이나 마녀의 모습을 하고 있으며, 숲에 산지 오래된 있는 오래된 여인이라 추측된다. 식물에 대한 좋은 지식과 의료 및 기타 목적으로의 사용에 관한 지식이 있다.
- 슬로게티스 (Slogutis) - 고통, 불행, 악몽을 의미한다. 두려움이나 나쁜 감정을 의미하는 경우도 있다.
- 핀츄카스 (Pinčiukas) - 악마, 순수한 악마는 기독교인이 아니라 사기꾼이다. 오래전부터 습지나 늪지대의 거주민이거나 신으로 추정된다.
- 지부리니스 (Žiburinis) - 눅눅한 해골처럼 생긴 무서운 숲의 요정.

### 성소와 물건
- 다우소스 (Dausos) 또는 단구스 (Dangus) - 다우소스는 두 강 사이의 높은 산 (라트비아 신화의 Debeskalns 또는 북구 신화의 발할라)에 있다. 다우소스 정원에는 황금 사과 나무가 있다. 정원의 낮은 영원하지만 경계선 밖은 끊임없는 밤이다. 다우소스의 주인은 베요파티스 (Vějopatis) (바람의 제왕) 또는 베야스 (Vėjas: 바람)이며 리투아니아 신화에서 가장 오래된 신 중 하나다. 베야스는 힌두 신화의 바유와 동일하다. 아우스트라스와 베요파티스는 다우소스의 문 (Dausų Vartai)의 관리자이다. 아우스트라스는 좋은 영혼을 위한 길을 보여주지만, 베야스 (베요파티스)는 나쁜 영혼을 망각으로 날려 버린다.

## 문헌 자료에서의 이름

### 가장 오래된 러시아 연대기
리투아니아 신화의 일부 이름은 13세기 러시아어로 쓰인 기록에도 남아있다. 이 신들은 비밀리에 세례 후 리투아니아의 왕 민다우가스 (Mindaugas)에 의해 숭배되었다. 러시아 연대기는 귀족과 군사 숭배 고대 리투아니아어 판테온에 대한 정보의 최고의 소스로 간주됩니다.
- 소비유스 (Sovijus) - 13세기 러시아어 연대기에 긴타라스 베레인비츄스(Gintaras Beresnevičius)는 의한 소비유스 연구에 의하면, 소비유스는 사망 후 화장하는 리투아니아 종교의 관습으로 소개되어있다. 중세시대 연대기는 이 풍습이 아주 오래되었고 소비카 (Sovica)라고 불렀다고 써있다. 소비카는 리투아니아 사람뿐만 아니라 다른 이교도 민족 (Livonians, 에스토니아인 및 다른 사람)에 의해서도 행해졌다.
- 즈보루나 (Žvoruna)는 로마 신화의 디아나 (Roman Diana)와 같은 사냥과 숲의 여신을 돌려부른 이름이다. 그녀의 이름은 야생 동물과 관련이 있다. 그녀가 암컷이라는 크로니클에 언급되었는데, 그것은 그녀의 축소 형 모양이 암컷 개 라는 것을 의미한다.
- 메데이나 (Medeina, Medeinė)는 사냥과 숲의 여신의 완곡어법이다. Medeina는 또한 J. Lasicki에 의해 16 세기에서 언급되었다. 그녀는 민다우가스왕에 의해 숭배되고 전사의 군에 대한 관심사를 대표했다.
- 텔리아벨리스 (Televelis)는 태양을 만들어 하늘에 던진 강력한 대장장이었다. 이 신화는 20세기 초 민속 이야기에서 살아남았다. K. Būga와 같은 일부 학자들은 텔리아벨리스가 카벨리스 (Kalvelis) (리투아니아어에서 작은 대장장이)라고 잘못 쓰여 있는걸 증명하려 했다. 텔리아벨리스는 핀란드 신화의 Ilmarinen 과 연결되어있다.
- 안다야스, 안도야스 (Andajas, Andojas 등)는 중세 시대의 연대기에서 최고의 신으로 언급되었다. 디에바스의 완곡어법일 수도 있다. 전사가 안다야스를 전투에서 불러낸 것으로 기록되어 있다.
- 노나디에비스 (Nonadievis)(Nunadievis; etimologized 일부 학자들 Numadievis)는 최고신의 잘못 작성된 이름이거나 다른 돌려 부른 이름이다.
- 페르쿠나스 (Perkūnas)는 가장 쌘 천둥의 신이었다. 페르쿠나스는 20세기까지 대중적인 관념과 민속 이야기에서 살아 남았다.
- 디비리크스 (Diviriks)는 "신의 지도자"를 의미하는 페르쿠나스를 돌려부른 이름 중 하나라고 생각된다.

### 마르티나스 마주비다스
마르티나스 마주비다스는 Catechismusa Prasty Szadei (1547)에서 라틴어 서문에 사람들이 이교도의 길을 포기하고 다음과 같은 신들을 언급 할 것을 촉구했다.
- 페르쿠나스, 페르쿠노 (Perkūnas, Percuno) - 천둥의 신
- 라우코사르가스 (Laukosargas, Laucosargus) - 곡물 및 농업과 식물의 신
- 제메파티스, 세메파티스 (Žemėpatis, Semepates) - 가축과 농장 동물의 신
- 아이트바라스 (Aitvaras) 와 커우가스 (kaukas) (에이다로스 Eithuaros와 커우코스Caucos) - 악령

### 마체이 스트리이코우스키
마체이 스트리이코우스키 (Maciej Stryjkowski 또는 Strykowski 또는 Strycovius) (1547-1593)는 폴란드-리투아니아_연방 역사가이자 폴란드, 리투아니아, 사모기아 및 모든 러시아 연대기의 저자이다. 이 책에서 스트리이코우스키는 고대 프로이센과 리투아니아 두 나라의 신을 제공했다. 그는 16명의 리투아니아 신들을 열거했다 :
1. 프라코리마스, 프라코리모스 (Prakorimas, Prokorimos) – 최고의 신. 스트리이코우스키는 사람들이 프라코리마스에게 흰색 음경을 희생하는 데 익숙하다는 것을 말했다. 그들의 살은 소작농을 위한 것이고, 다른 하나는 이교도 성직자 (리투아니아어: 즈니스 (žynys))를 위한 것이고, 또 하나는 불타는 것을 위한 것이다. 스트리이코우스키는 프라코리마스가 프로이센 최고 신 오코피르마스(Okopirmas)와 유사하다는 것을 지적했다.
2. Rūgutis(Ruguczis) – 발효 및 발효 식품의 신
3. Žemininkas(Ziemennik) – 땅과 농업의 신. 풀뱀 (잘티스, 리투아니아어: žaltys) 제미닌카스 (Žemininkas)의 숭배와 연결되어 있다.
4. Krūminė(Kruminie Pradziu Warpu) – 이삭의 신, 작물의 공급자
5. Lietuvonis(Lituwanis) – 비의 신
6. Kauriraris(Chaurirari) – 전쟁의 신이자 전사. 이름 어원학은 불분명하다. 블라디미르 토프로프 (Vladimir Toporov)는 리투아니아 단어인 kaurai (fur)에서 파생 된 것으로 빌헬름 만하르트 (Wilhelm Mannhardt)는 카라 (war)에서 유래했다고 주장했다.[7]
7. Sutvaras(Sotwaros) – 모든 소의 신
8. Šeimos dievas(Seimi Dewos) – 가족의 신
9. 우기니스 디에바스, 우기니스 듀스(Upinis dievas, Upinis Dewos) – 하천의 신
10. Bubilas – 꿀벌과 꿀벌의 신
11. Didis Lado(Dzidzis Lado) – 위대한 신. 그의 명예에 있는 축제, 노래 및 춤은 5월 25일에서 6월 25일까지 지속되었다. 이것이 실제적인 신을 나타내는 지 의심스럽다.[8]
12. Gulbis(Gulbi Dzievos) – 모든 인간의 수호신, 수호 천사
13. Ganiklis(Goniglis Dziewos) – 목자와 목자의 신
14. Šventpaukštinis(Swieczpunscynis) – 모든 가축과 야생 조류의 신. 사람들은 자유로운 영혼이기 때문에 희생하지 않았다.
15. Kelių dievas(Kielu Dziewos) – 도로, 무역 및 여행의 신
16. Pušaitis or Puškaitis(Puszajtis) – 땅의 신 (神), 에 거주하는 덧나무 및 그리스 지하신 난쟁이 (barstukas)들을 지휘하고 있다.

### 얀 워시스키
폴란드의 사학자이자 폴란드 개신교 운동가인 얀 워시스키(Jan Łasicki)가 우상 숭배에 관한 사모기티아인과 다른 사르마티아인, 거짓된 기독교인의 신에 대하여(de diis Samagitarum caeterorumque Sarmatarum et falsorum Christianorum, 약 1582년에 작성되어 1615년에 출판됨.) 논문을 썼다. 이 18쪽의 논문은 신들의 역할에 대한 간략한 설명과 함께 76명의 리투아니아 신들의 목록을 담고 있다. 워시스키는 슐라흐타 Łaszkowski에게 정보 대부분을 얻었다. 누가 왕의 땅 조사원으로 일했는지. 목록에는 일상적인 가정 용품을 대표하는 매우 사소한 신이 포함되었다. 워시스키는 리투아니아의 문화나 언어에 친숙하지도 않았다. 따라서 목록에 대한 학문적 견해는 귀중한 자료에서 거꾸로 된 거울을 통해 기독교도들의 재미를 엿볼 수있는 실용적인 농담에 이르기까지 다양하다. 얀 워시스키가 언급한 신 (神)들은 다음과 같다
1. 아우크슈테야스 (Aukštėjas)(Auxtheias Vissagistis) – 최고 신을 위한 완곡 어법. 리투아니아어 aukštas (높은)에서 파생되었다.
2. 제메파티스 (Žemėpatis)(Zemopacios)
3. Perkūnas(Percunos) – 천둥의 신
4. 아우드로스 (Audros) – 폭풍의 신
5. 알기스 (Algis)
6. 아우슈라 (Aušra)(Ausca) – 아침 별 (비너스). 그녀의 다른 이름은 아우슈리네 (Aušrinė)였다.
7. 베즐레야 (Bežlėja)(Bezlea)
8. 브렉슈타 (Brėkšta)(Breksta) – 황혼의 여신. 또한 Vakarė의 완곡 어법 일 수 있다.
9. Ligyčius(Ligiczus)
10. Datanus
11. 키르니스 (Kirnis)(Kirnus) – 버찌의 지역 신
12. 크레마타 (Kremata) – 돼지의 신[10]
13. Pyzius(Pizio) – 배우자의 신
14. Medeina(Modeina et Ragaina) – 숲과 사냥의 여신
15. 케르피츄스 (Kerpyčius) and Šilinytis(Kierpiczus and Siliniczus) – 숲, 이끼 및 지의류 신들
16. 타발라스 (Tavalas)(Tavvals) – 긴타라스 베레스네비치우스는 이 신이 중세 텔리아벨리스 (Teliavelis)와 같을 수 있다고 언급했다.
17. Orthus
18. 에제리니스 (Ežerinis)(Ezernim) – 정신 또는 호수의 신. ežeras (호수)에서 파생.
19. Sidžius, Simonaitis and Ventis Rekičionis(Simonaitem, Sidzium, Ventis Rekicziouum) – 개별 귀족과 가족이 숭배하는 요정
20. (카르바이티스 에라이티니스) Karvaitis Ėraitinis(Kurvvaiczin Eraiczin) – 송아지와 어린 양의 신[10]
21. Gardūnytis(Gardunithis) – 새로 태어난 어린 양의 수호자[11]
22. Prigirstytis(Prigirstitis) – 속삭임을 들을 수 있다.
23. Derintojas(Derfintos)
24. 벤티스 Bentis
25. 라우크파티스 Laukpatis(Lavukpatimo)
26. Priparšis(Priparscis)
27. 라타이니치아 (Ratainyčia)(Ratainicza) – 말의 신[7]
28. 발기나 (Valgina)(Walgina) – 가축의 신[10]
29. 크리크슈타스 Krikštas(Kriksthos) – 묘비의 보호자[10]
30. 아피데메 Apydėmė(Apidome) – 거주지가 바뀐 신. 이 이름은 1573년의 수기 설교집을 에서도 알려졌다.[12]
31. 크리우키스 Kriukis(Krukis) – 돼지의 신
32. 라즈도나 Lazdona(Lasdona) – 개암의 여신
33. 부빌리스 Bubilas(Babilos) – 벌의 가정신 , 아우스테야 (Austėja)의 남편
34. 제미나(Žemyna, Zemina) –육지와 농업의 여신
35. 아우스테야(Austėja, Austheia) – Bubilas의 아내로 수시로 선물되는 꿀벌의 가정 여신
36. 데우오이티스 Deuoitis
37. 베투스티스 Vetustis
38. Guboi and Tvverticos
39. 벨리오나 Veliuona(Vielona) – 죽음의 여신
40. Warpulis
41. Salaus – 워시스키에 의해 기록된 내용 없음.
42. Šluotražis(Szlotrazis) – 워시스키에 의해 기록된 기능 없음. 이름은 'šluota'(빗자루)에서 파생되었다.[13]
43. 티킬리스 Tiklis – 워시스키에 의해 기록된 내용 없음.
44. 베르줄리스Beržulis(Birzulis) – 워시스키에 의해 기록된 내용 없음. 어원학에 근거하여, 버찌와 자작 나무 수액의 신이 될 수 있다.
45. Šeryčius(Siriczus) – 워시스키에 의해 기록된 내용 없음. 이름은 아마도 šerti (사료)에서 유래한 것으로 추정 된다.[13]
46. Dvargantis(Dvvargonth) – 워시스키에 의해 기록된 내용 없음.
47. Klamals – 워시스키에 의해 기록된 내용 없음.
48. Atlaibas(Atlaibos) – 워시스키에 의해 기록된 내용 없음.
49. Numeias
50. Ublanyčia(Vblanicza) – 거지의 후원자[14]
51. 두그나이 Dugnai – 밀가루의 요정
52. Pesseias
53. 트로티토야스 키비르크슈츄 (Trotytojas kibirkščių)(Tratitas Kirbixtu) – 불꽃, 불의 신
54. Alabathis
55. Polengabia
56. Užpelenė(Aspelenie)
57. Budintojas(Budintaia)
58. Matergabiae
59. 라우고 제메파티스 Raugo Žemėpatis(Rauguzemapati) – 효모, 누룩 및 발효 신
60. Luibegeldas
61. Ziemennik
62. 바이즈간타스 (Vaižgantas)(Waizganthos) – 아마의 신
63. 가비야(Gabija, Gabie) – 가정용 불의 여신
64. 스미크 스미크 페르 베레나 (Smik smik per velėną)(Smik Smik Perleuenu) – 존재가 아닌 문구
65. 에지아갈리스 (Ežiagalis)(Ezagulis) – 죽음의 신
66. 아이트바라스(Aitvaras, Aitvvaros)
67. 카우카스(Kaukas, Kaukie)
68. 기바테 (Gyvatė)(Giuoitos) – 까만 뱀 (잔디 뱀 (žaltys) 참조)
69. 스루티스 (Srutis) and Miechutele – 페인트와 색의 신들[13]

### 마테우스 프레토리우스
마테우스 프레토리우스 (Matthäus Prätorius) (1635-1704)가 언급한 신 (神)들은 다음과 같다.
- 잘루스 (Žalius) (Zallus) – 불일치의 신
- 젤루스 (Žėlius) (Zelus) – 잔디의 신
- 츌리니니스 (Šulininis) (Szullinnijs) – 우물의 신
- Bangpūtys, Vėjopatis, Bičbirbis, Giltinė, Gota, Jaučių Baubis, Karvaitis, Ėraitis, Skalsa, Biržulis / Beržulis, Prigirstytis / Girystis, Ligyčius / Lygėjus, Kelio dievas / Kelukis
- Drebkulis and Magyla - 프로이센 리투아니아어
- 가브야우야 (Gabjauja) (Gabvartas)[16]

### 테오도르 나르부트
폴란드-리투아니아 역사가 테오도르 나르부트는 1835년과 1841년 사이 리투아니아 국가 (Dzieje starożytne narodu litewskiego)의 역사서 10권을 집필했다. 첫 번째 책에는 리투아니아 신화에 대한 설명이 실렸다. 그러나 현대 역사 학자들은 나르부트가 역사적인 사실을 위조하고 추측을 한다고 비난했다. 따라서 나르부트에 의해서만 언급되고 다른 출처에서 알려지지 않은 신들은 대개 작가의 상상력의 산물로 취급된다.

#### 남신
- 프라암지우스, 프라암지마스 (Praamžius, Pramżimas) – 최고신, 사람, 세계 및 다른 신들의 운명을 결정한다.
- Ukapirmas(Okkapirmas) – Ukapirmas를 위한 축제는 시기를 앞선 12월 25일에 열린다.
- Viršaitis(Wirszajtos) – 가정의 수호 동물. 나르부트는 그가 Łasicki와 로마 토성에 의해 언급 된 Auxtejas Wissagistis와 동등하다고 주장했다.
- 페르쿠나스 (Perkūnas)(Perkunas) – 천둥의 신
- 코야스, 카와스 (Kovas, Kawas) – 전쟁의 신
- Ragutis – 맥주, 보드카, 벌꿀술의 신
- Santvaras or Sotvaras(Sotwaros) – 햇빛, 시인, 의사들의 신
- 아트림파스 (Atrimpas, Atrimpos) – 바다와 물의 신
- Gardaitis(Gardeoldiis) – 바람의 신, 폭풍, 배의 수호자
- 포클리우스, 포클루스 (Poklius, Poklus) – 죽음과 지하의 신
- 크리우키스, 크루기스 (Kriukis, Krugis) – 대장장이의 신
- 지에미닌카스 (Žiemininkas, Ziemienikas) – 지구, 수확 및 어둠의 신
- 파테라스,파텔로 (Patelas, Patelo) – 천사와 비슷한 공기를 퍼트리는 신
- 슈네이브라타스, 슈네이브라토 (Šneibratas, Sznejbrato) – 조류와 사냥의 신
- 키비라이, 키비리 (Kibirai, Kabiry) – 삼위일체

#### 여신

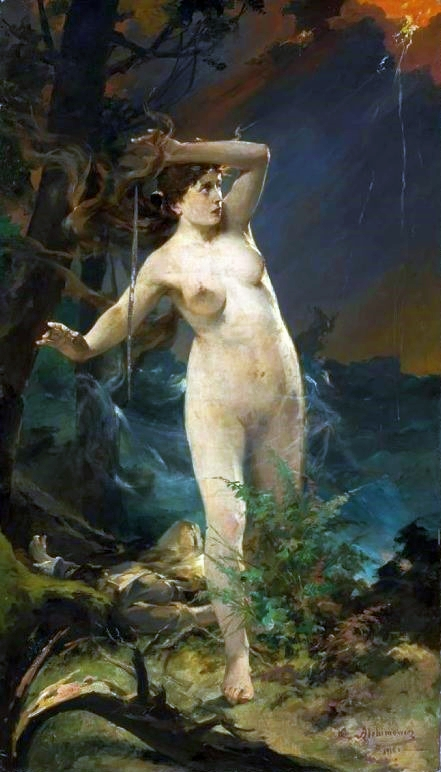
밀다 여신에 의해 카지미에시 알키모위츠 (1910), 바르샤바 국립 박물관.

- 프라우리메 (Praurimė) – 신성한 불의 여신, 그녀는 vaidilutės에게 도움을 줬다.
- 라다 (Lada)(Lado) – 위대한 여신, 라소스 축제는 그녀에게 바쳐진다.
- Budtė(Budte) – 지혜의 여신
- 라이마 (Laima) – 여신의 운명
- Pelenų Gabija(Polengabia) – 벽난로의 여신
- 모테류 가비야, 모테르 가비야 (Moterų Gabija, Mater Gabia) – 빵과 빵집의 여신
- Perkūnaitėlė(Perkunatele) – 페르나쿠스의 아내
- 필리이테, 필위테 (Pilvytė, Pilwite) – 돈, 재물, 행운의 여신
- Lietuva(Liethua) – 자유, 쾌락, 기쁨의 여신
- Veliuona(Wellona) – 영원의 여신, 내세
- Pergrubė(Pergrubie) – 봄, 꽃, 정원의 여신
- 밀다 (Milda) – 사랑, 구애의 여신
- Krūminė(Krumine) – 곡물, 농업의 여신
- 니욜레(Nijolė, Nijola) – 지하 세계의 여주인, Poklius의 아내
- Alabatis – 아마의 여신
- Aušra(Ausssra) – 아침의 여신
- Bezelea – 저녁의 여신
- Brėkšta(Brekszta) – 어둠과 꿈의 여신
- 크루오니스 (Kruonis) 또는 크로니스 (Kronis) – 시간의 여신
- Užsparinė(Usparinia) – 국경의 여신
- 베르페야, 웨르페야 (Verpėja, Werpeja) – 인간의 삶을 짜는 자
- Gondu – 결혼의 여신
- 우피네 (Upinė, Upine) – 강, 샘의 여신
- Ratainyčia(Ratajniczu) – 여신을 보호하는 말
- Valginė(Walgina) – 가축을 보호하는 여신
- Luobo gelda(Lajbegelda) – 지식과 소문의 여신
- 메슈류 바바 Mėšlų boba(Mahslu baba) – 쓰레기의 여신
- 부딘또야 또는 부딘토야 (Budintoja) – 잠자는 사람들을 깨우는 정령
- 아우스테야 (Austėja)(Austheja) – 꿀벌의 여신
- Ragutiene Pati(Ragutenapati) – Ragutis의 아내
- 제메스 모티나 Žemės Motina(Zemmes mahti) – 지옥의 여신, 잃어버린 물건에 대한 책임
- Gaila – 사람들과 동물을 괴롭게하는 정령
- 네리스 (Neris) – 강의 요정
- 드그네,드그나 (Dugnė, Dugna)' – 강가의 요정
- 라가나 (Ragana) – 나무의 여신
- 라즈도나 (Lazdona) – 헤이즐넛의 여신
- Medziojna – 숲의 여신
- 파야우타 (Pajauta) – 숭배받는 여인, 리투아니아의 지빈부다스 (Živinbudas) 공작의 아내이자 케르니스 공작의 딸
- Birutė(Biruta) – 숭배받는 여인, 리투아니아의 군주 케스트투티스 (Kęstutis)의 아내

### 다른 문헌 자료
이 자료에는 리투아니아 신화어와 프로이센 신의 이름이나 역사 또는 철학에 대한 오래된 논문에서 언급되었거나 간략한 설명이 첨부되어 있으며 몇가지 독립적인 출처 또는 최신 문헌 자료에서 다른 이름으로 알려진 신화와 이야기와 그 밖의 신화적인 존재의 이름이 포함되어 있다.
- 딤스티파티스 (Dimstipatis)(조크바스 라빈스키스에 의해 언급되는) - 가정의 남성신이고, 집의 보호자이며 난로의 관리인이다. 사람들은 수탉과 검은 암탉을 신을 위해 죽였다. 수탉과 검은 암탉들은 삶아 나중에 사람들은 주전자 주위에 모여 이것들을 먹는다. 뼈가 타버린다. 가끔 딤스티파티스는 돼지를 희생하게 만든 주부의 신으로 재탄생하게 된다. 딤스티파티스는 또한 화재로부터 보호하는 힘으로 보여지고는 한다.
- 디르볼리카, 노솔루스 (Dirvolika, Nosolus) - (1605년 예수회 보고서)
- 파기르니스 (Pagirnis) - (1605년 예수회 보고서)
- 바우쿠리스 (Baukuris) - (Kražiai 대학)[17]
- 벨리나스 (Velinas) - (콘스탄티나스 시르비다스)
- 야비네 (Javinė) - (야콥 브로도우스키의 자윈느)
- 라이마 (Laima) - 1666년, 다니엘 클라인

### 다른 이름
리투아니아 신화 신화에서 중요하지 않거나 기존 출처에서 덜 알려졌던 이름이 여기에 있다. 사실 그들은 리투아니아 신화 신화에서 주된 역할을 하지 못하는 영혼이나 요정들 또는 지역신을 나타낸다.
- 블리즈굴리스 (Blizgulis) - 눈의 신. 그의 이름은 "빛나는 자"를 의미한다.
- 욘다 (Junda) - 전쟁의 여신
- 바우비스 (Baubis) - 고기와 가축의 가정의 신 .
- 디비티스 (Divytis) - 어부 전설의 신급의 영웅. 바다의 어부들은 디비티스에 관한 노래를 불렀다.
- 가르다티스 (Gardaitis) - 배와 선원의 신
- 야가우비스 (Jagaubis) - 불의 가구 요정. 용광로.
- 라사 (Rasa) - 쿠폴레 및 카우폴리스 (Kaupolis)의 딸. 그녀는 여름의 초록과 꽃의 여신이다.
- 모카스 (Mokas)(부부) - 사람들을 가르칠 수 있는 돌, 때로는 가족에서 발견된다. - 아내 Mokienė와 아이들 Mokiukas

## 같이 보기
- 라트비아 신화
- 리투아니아 신화
- 슬라브 신화
- 로무바